# Woldemar Tank
Woldemar Heinrich Tank, född 20 mars 1903 i Kunda socken, Estland, död 30 september 1997 i Enskede, var en estländsk-svensk målare, tecknare och musiker.
Han var son till godsägaren Toomas Tank och Mari Simpka och från 1941 gift med Ilse Tank. Han studerade måleri för Ants Laikmaa 1924–1925 och vid Konsthögskolan Pallas i Tartu 1926–1932. Han studerade violin vid musikhögskolan i Tartu 1927–1932. Han kom som flyktig till Sverige i samband med andra världskriget. I Sverige ställde han ut separat i bland annat Malmö, Växjö, Kalmar, Kiruna, Karlskoga Motala och på Galerie Moderne i Stockholm. Tillsammans med Lembit Nõmmeots ställde han ut i Halmstad 1948 och han medverkade i utställningarna Estnisk konst som visades på Värmlands museum, Estnisk och lettisk konst på Liljevalchs konsthall samt de estniska utställningarna i Malmö och New York. Hans konst består av porträtt, stadsmotiv och landskapsskildringar utförda i olja, pastell eller som blyertsteckningar.